# Tirol del Norte
Tirol del Norte o Tirol Septentrional (en alemán Nordtirol) es la parte más importante del estado austriaco de Tirol, localizada al oeste del país. La otra parte de este estado es Tirol Oriental, con el que no comparte frontera. Su capital es Innsbruck.
Aparte de estas dos regiones, la región histórica de Tirol durante muchos siglos también incluía Tirol del Sur —que corresponde a la Provincia autónoma de Bolzano— y Trentino —que corresponde a la Provincia autónoma de Trento—, ambas situadas al noreste de Italia, donde fueron anexionadas después de la Primera Guerra Mundial.
Tirol del Norte tiene frontera con el estado austriaco de Salzburgo por el este, y con el de Vorarlberg por el oeste; con Alemania por el norte; con Suiza por el suroeste; y con Italia —en concreto Tirol del Sur— por el sur.